# Indywidualne Mistrzostwa Europy w Ice Speedwayu 1965
Indywidualne Mistrzostwa Europy w Ice Speedwayu 1965 – cykl turniejów w ice speedwayu mających wyłonić najlepszych zawodników na świecie w roku 1965. Oficjalnie zawody rozegrane zostały pod szyldem indywidualnych mistrzostw Europy.

## Historia i zasady
Mistrzostwa Europy podobnie jak w 1964 roku składały się z 5 rund rozegranych w trzech miastach Związku Radzieckiego: Leningradzie, Moskwie i Ufie. W każdej z rund punktowano sześciu najlepszych zawodników. W końcowej klasyfikacji najlepszym okazał się Boris Samorodow, przed Gabdrachmanem Kadyrowem, zaś 3. miejsce zajęło dwóch zawodników Wsiewołod Nierytow i Antonín Šváb. W kolejnym sezonie ranga zawodów została podniesiona do mistrzostw świata.

## Punktacja
Do klasyfikacji końcowej liczyły się cztery najlepsze występy.
| Miejsce | 1 | 2 | 3 | 4 | 5 | 6 |
| ------- | - | - | - | - | - | - |
| Punkty  | 8 | 6 | 4 | 3 | 2 | 1 |

## Zawodnicy
Obsada mistrzostw została ustalona na podstawie eliminacji rozegranych w Bałakowie i Ufie, w której brali udział zawodnicy z 10 krajów. W rozgrywkach finałowych wystąpili przedstawiciele ośmiu z nich.
- ZSRR – Jurij Dudorin, Lew Jerochin, Gabdrachman Kadyrow, Wsiewołod Nierytow, Boris Samorodow, Farit Szajnurow
- Szwecja – Hans Holmqvist, Berndt Hörnfeldt, Willihard Thomsson, Kurt Westlund
- Czechosłowacja – Antonín Kasper, Stanislav Kubíček, Antonín Šváb
- Mongolia – Sambugijn Lam, Sengedordż Ojdow, Dżalbugijn Serdżbudee
- Austria – Ernst Glassner
- Finlandia – Jarmo Bahne
- NRD – Peter Liebing
- Jugosławia – Slobodan Džudović

## Terminarz
| Lp. | Data      | Stadion  | Miasto    | Zwycięzca           |
| --- | --------- | -------- | --------- | ------------------- |
| 1   | 4 lutego  | Mototrek | Leningrad | Gabdrachman Kadyrow |
| 2   | 7 lutego  | Łużniki  | Moskwa    | Boris Samorodow     |
| 3   | 8 lutego  | Łużniki  | Moskwa    | Boris Samorodow     |
| 4   | 11 lutego | Trud     | Ufa       | Boris Samorodow     |
| 5   | 12 lutego | Trud     | Ufa       | Gabdrachman Kadyrow |

## Klasyfikacja końcowa
| Poz | Zawodnik              | 1 | 2 | 3 | 4 | 5 | Punkty |
| --- | --------------------- | - | - | - | - | - | ------ |
| 1   | Boris Samorodow       | 3 | 8 | 8 | 8 | 6 | 30     |
| 2   | Gabdrachman Kadyrow   | 8 | 6 | 6 | 4 | 8 | 28     |
| 3   | Wsiewołod Nierytow    | 2 | 2 | 4 | 6 | 4 | 16     |
| 3   | Antonín Šváb          | 6 | 4 | 0 | 3 | 3 | 16     |
| 5   | Berndt Hörnfeldt      | 4 | 3 | 3 | 0 | 0 | 10     |
| 6   | Farit Szajnurow       | 0 | 0 | 2 | 2 | 0 | 4      |
| 7   | Antonín Kasper        | 0 | 1 | 0 | 1 | 1 | 3      |
| 8   | Stanislav Kubíček     | 0 | 0 | 0 | 0 | 2 | 2      |
| 9   | Kurt Westlund         | 1 | 0 | 1 | 0 | 0 | 2      |
| 10  | Willihard Thomsson    | 0 | 0 | 0 | 0 | 0 | 0      |
| 11  | Slobodan Džudović     | 0 | 0 | 0 | 0 | 0 | 0      |
| 12  | Peter Liebing         | 0 | 0 | 0 | 0 | 0 | 0      |
| 13  | Ernst Glassner        | 0 | 0 | 0 | 0 | 0 | 0      |
| 14  | Dżalbugijn Serdżbudee | 0 | 0 | 0 | 0 | 0 | 0      |
| 15  | Sengedordż Ojdow      | 0 | 0 | 0 | 0 | 0 | 0      |
| 16  | Hans Holmqvist        | 0 | 0 | 0 | 0 | 0 | 0      |
| 17  | Jarmo Bahne           | 0 | 0 | 0 | 0 | 0 | 0      |
| 18  | Jurij Dudorin         | 0 | 0 | 0 | 0 | 0 | 0      |
| 19  | Lew Jerochin          | 0 | 0 | 0 | 0 | 0 | 0      |
| 20  | Sambugijn Lam         | 0 | 0 | 0 | 0 | 0 | 0      |